# Festival de Cannes 1992
La quarante-cinquième édition du Festival de Cannes a lieu du 7 au 18 mai 1992.

## Déroulement et faits marquants
Le festival de Cannes de l'année 1992 a comme emblème sur ses affiches Marlène Dietrich dans Shanghaï Express qui décède la veille de l'ouverture, le 6 mai.
Serge Toubiana révèle que le choix de la Palme d'or s'est fait suite à la crise émotive de la jurée Jamie Lee Curtis, effondrée après la projection. Il considère cela comme de la sensiblerie car tous les autres membres y virent la future palme. Le vote donne 8 voix sur 10. Toubiana se déclare déçu car ses films favoris, The Player (son choix pour la Palme), Retour à Howards End, La Sentinelle, Une vie indépendante et Le Songe de la lumière sont absents du palmarès ou se contentent d'accessits.

## Jurys

### Compétition
- Gérard Depardieu (président du jury), acteur -  France
- John Boorman, réalisateur -  Royaume-Uni
- Carlo Di Palma, directeur photo -  Italie
- Jamie Lee Curtis, actrice -  États-Unis
- Joële van Effenterre, monteuse -  France
- Lester James Peries, réalisateur -  Sri Lanka
- Nana Djordjadze, réalisatrice -  Géorgie
- Pedro Almodóvar, réalisateur -  Espagne
- René Cleitman, producteur -  France
- Serge Toubiana, critique -  France

### Caméra d'or
- André Delvaux (président du jury), réalisateur -  Belgique
- Olivier Bauer, acteur -  France
- Gian Piero Brunetta, journaliste -  Italie
- Pierre Favre, critique -  France
- Richard Hasselmann, cinéphile -  France
- Joao Lopes, journaliste -  Portugal
- David Meeker, délégué étranger -  Royaume-Uni
- Gérard Mordillat, réalisateur -  France

## Sélections

### Sélection officielle

#### Compétition
La sélection officielle en compétition se compose de 21 films :
| Titre                                                 | Réalisation          | Pays             | Distribution                                |
| ----------------------------------------------------- | -------------------- | ---------------- | ------------------------------------------- |
| Une étrangère parmi nous (A Stranger Among Us)        | Sidney Lumet         | États-Unis       | Melanie Griffith, John Pankow               |
| Au pays des Juliets                                   | Mehdi Charef         | France           | Laure Duthilleul, Claire Nebout             |
| Basic Instinct (film d'ouverture)                     | Paul Verhoeven       | États-Unis       | Sharon Stone, Michael Douglas               |
| Crush (en compétition pour la Caméra d'or)            | Alison MacLean       | Nouvelle-Zélande | Caitlin Bossley, Jon Brazier                |
| L'Œil qui ment                                        | Raoul Ruiz           | Chili            | Didier Bourdon, Lorraine Evanoff            |
| Les Meilleures Intentions (Den Goda viljan)           | Bille August         | Suède            | Börje Ahlstedt, Pernilla August             |
| Le Songe de la lumière (El sol del membrillo)         | Víctor Erice         | Espagne          | Jose Carretero, Marek Domagala              |
| Le Voyage (El viaje)                                  | Fernando Solanas     | Argentine        | Marc Berman, Angela Correa                  |
| Retour à Howards End (Howards End)                    | James Ivory          | Royaume-Uni      | Anthony Hopkins, Emma Thompson              |
| Hyènes                                                | Djibril Diop Mambety | Sénégal          | Ami Diakhate, Mansour Diouf                 |
| Les Enfants volés (Il ladro di bambini)               | Gianni Amelio        | Italie           | Vitalba Andrea, Renato Carpentieri          |
| La Sentinelle (en compétition pour la Caméra d'or)    | Arnaud Desplechin    | France           | Emmanuel Salinger, Thibault de Montalembert |
| Le Retour de Casanova                                 | Édouard Niermans     | France           | Alain Delon, Fabrice Luchini                |
| Léolo                                                 | Jean-Claude Lauzon   | Canada           | Pierre Bourgault, Maxime Collin             |
| Luna Park                                             | Pavel Lounguine      | Russie           | Oleg Borisov, Natalia Egorova               |
| Des souris et des hommes (Of Mice and Men)            | Gary Sinise          | États-Unis       | John Malkovich, Gary Sinise                 |
| Une vie indépendante (Samostoyatelnaya zhizn)         | Vitali Kanevski      | Russie           | Dinara Droukarova, Liana Jvania             |
| Simple Men                                            | Hal Hartley          | États-Unis       | Robert John Burke, Elina Löwensohn          |
| Une longue journée qui s'achève (The Long Day Closes) | Terence Davies       | Royaume-Uni      | Nicholas Lamont, Tina Malone                |
| The Player                                            | Robert Altman        | États-Unis       | Tim Robbins, Vincent D'Onofrio              |
| Twin Peaks: Fire Walk with Me                         | David Lynch          | États-Unis       | Sheryl Lee, Kyle MacLachlan                 |

#### Un certain regard
La section Un certain regard comprend 20 films :
- Le Vacancier (A nyaraló) de Can Togay
- Sans rémission (American Me) d'Edward James Olmos
- Les Fruits du paradis (Apfelbäume) de Helma Sanders-Brahms
- L'Arrivée d'Averill (Averills Ankommen) de Michael Schottenberg
- Bad Lieutenant d'Abel Ferrara
- Seul, avec Claude (Being at Home with Claude) de Jean Beaudin
- Cousin Bobby de Jonathan Demme
- Nuit de noces (Hochzäitsnuecht) de Pol Cruchten
- Les Nuits de cristal (Krystallines Nychtes) de Tónia Marketáki
- La Mémoire de l'eau (La memoria del agua ) de Héctor Faver
- Modern Crimes d'Alejandro Agresti
- Mon désir de Nicky Marshall (court métrage)
- Oxen de Sven Nykvist
- Prague d'Ian Sellar
- Ballroom Dancing (Strictly Ballroom) de Baz Luhrmann
- Les Jours heureux (Stsastlyvyje dny) d'Alekseï Balabanov
- Le Tchékiste (Tchekiste) d'Alexandre Rogojkine
- Through an Open Window d'Eric Mendelsohn (court métrage)
- Les Yeux bleus de Yonta (Udju Azul di Yonta) de Flora Gomes
- Et la vie continue (Zendegui va digar hitch) d'Abbas Kiarostami

#### Hors compétition
6 films sont présentés hors compétition :
| Titre                                                | Réalisation            | Pays       | Distribution                                   |
| ---------------------------------------------------- | ---------------------- | ---------- | ---------------------------------------------- |
| La Maison des anges (Anglagard)                      | Colin Nutley           | Suède      | Helena Bergström, Ernst Günther                |
| The Boys from Saint Petri (Drengene fra Sankt Petri) | Søren Kragh-Jacobsen   | Danemark   | Kal Bille, Morten Buch Jorgensen               |
| Horizons lointains (Far and Away)                    | Ron Howard             | États-Unis | Tom Cruise, Nicole Kidman                      |
| Le Cœur du guerrier (Krigerens hjert)                | Leidulv Risan          | Norvège    | Mona Hofland, Thomas Kretschmann               |
| Le Batteur du Boléro                                 | Patrice Leconte        | France     | Jacques Villeret                               |
| Sur Terre (Svo á jörðu sem á himni)                  | Kristin Johannesdottir | Islande    | Valdimar Örn Flygenring, Tinna Gunnlaugsdottir |

#### Séances spéciales
9 films sont présentés en séance spéciale :
| Titre                                       | Réalisation               | Pays           | Distribution                      |
| ------------------------------------------- | ------------------------- | -------------- | --------------------------------- |
| La Belle et la Bête (Beauty and the Beast)  | Kirk Wise, Gary Trousdale | États-Unis     |                                   |
| Le Chêne (Balanţa)                          | Lucian Pintilie           | Roumanie       | Magda Catone, Maia Morgenstern    |
| La Carte du Tendre (Map of the Human Heart) | Vincent Ward              | Royaume-Uni    | John Cusack, Jason Scott Lee      |
| Opening Night                               | John Cassavetes           | États-Unis     | Ben Gazzara, Gena Rowlands        |
| Othello                                     | Orson Welles              | États-Unis     | Suzanne Cloutier, Fay Compton     |
| La Complainte du sentier (Pather panchali)  | Satyajit Ray              | Inde           | Karuna Bannerjee, Chunibala Gupta |
| Patrick Dewaere                             | Marc Esposito             | France         |                                   |
| Reservoir Dogs                              | Quentin Tarantino         | États-Unis     | Harvey Keitel, Steve Buscemi      |
| Sarafina !                                  | Darrell Roodt             | Afrique du Sud | Whoopi Goldberg, Leleti Khumalo   |

### Quinzaine des réalisateurs
Longs métrages
- Am Ende der Nacht de Christoph Schaub
- Angel de fuego de Dana Rotberg
- Archipel de Pierre Granier-Deferre
- Baduk de Majid Majidi
- Benny's Video de Michael Haneke
- Bezness de Nouri Bouzid
- Bob Roberts de Tim Robbins
- Coupable d'innocence ou Quand la raison dort de Marcin Ziebinski
- Don Quichotte d'Orson Welles
- Dust of Angels de Hsu Hsiao-Ming
- Eux de Levan Zakareichvili
- Hay Que Zurrar A Los Pobres de Santiago San Miguel
- Les Amies de cœur de Michele Placido
- Le Petit Prince a dit de Christine Pascal
- Les Contes sauvages de Gerald Calderon et Jean-Charles Cuttoli
- Liebe auf den ersten blick de Rudolf Thome
- Lioubov de Valeriy Todorovski
- Mac de John Turturro
- My New Gun de Stacy Cochran (en)
- Otrazheniie V Zerkale de Svetlana Proskourina
- Quelque part vers Conakry de Françoise Ebrard
- Sans un cri de Jeanne Labrune
- Vagabond de Ann Le Monnier
- Warszawa de Janusz Kijowski

Courts métrages
- F.X. Messerschmidt sculpteur (1736-1783) de Marino Vagliano
- Juliette de Didier Bivel
- Le Trou de la corneille de François Hanss
- Léa de Christophe Debuisne
- L'autre Célia d'Irène Jouannet
- Pilotes d'Olivier Zagar
- Versailles Rive-Gauche de Bruno Podalydès
- Voleur d'images de Bruno Victor-Pujebet

### Semaine de la critique

#### Longs métrages
- Adorables mensonges (Adorables mentiras) de Gerardo Chijona (Cuba)
- Anmonaito no sasayaki wo kiita d'Isao Yamada (Japon)
- Archipiélago de Pablo Perelman (Chili)
- C’est arrivé près de chez vous de Rémy Belvaux, André Bonzel, Benoît Poelvoorde (Belgique)
- La Fuite (Die Flucht) de David Rühm (Autriche)
- The Grocer’s Wife de John Pozer (Canada)
- Ingalo d'Asdis Thoroddsen (Islande)

#### Courts métrages
- Floating de Richard Heslop (Royaume-Uni)
- Home Stories de Matthias Müller (Allemagne)
- Les Marionnettes de Marc Chévrie (France)
- Le Petit chat est mort de Fejria Deliba (France)
- Revolver de Chester Dent (Royaume-Uni)
- The Room de Jeff Balsmeyer (Etats-Unis)
- Sprickan de Kristian Petri (Suède)

## Palmarès
- Palme d’or : Les Meilleures Intentions (Den Goda viljan) de Bille August
- Grand prix du jury : Les Enfants volés (Il ladro di bambini) de Gianni Amelio
- Prix du 45e anniversaire du Festival : Retour à Howards End (Howards End) de James Ivory
- Prix de la mise en scène : Robert Altman pour The Player
- Prix du jury (ex æquo): Le Songe de la lumière (El sol del membrillo) de Víctor Erice et Une vie indépendante (Samostoyatelnaya zhizn) de Vitali Kanevski
- Prix d’interprétation féminine : Pernilla August dans Les Meilleures Intentions (Den Goda viljan) de Bille August
- Prix d’interprétation masculine : Tim Robbins dans The Player de Robert Altman
- Prix du jury œcuménique : Les Enfants volés (Il ladro di bambini) de Gianni Amelio
- Prix FIPRESCI : Le Songe de la lumière (El sol del membrillo) de Víctor Erice
- Grand prix de la commission supérieure technique : Le Voyage (El viaje) de Fernando Solanas
- Caméra d'or : Mac de John Turturro
- Palme d'or du court-métrage : Omnibus de Sam Karmann